# Lưu Yên

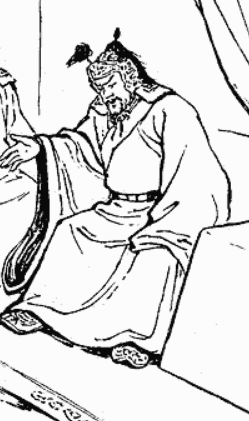
Lưu Yên

Lưu Yên (chữ Hán: 劉焉; ?-194) là tướng nhà Đông Hán trong lịch sử Trung Quốc. Ông tham gia vào cuộc chiến quân phiệt cuối triều đại này và là người tạo cơ sở cát cứ ở Ích châu.

## Thân thế
Lưu Yên tên tự là Quân Lang. Ông là dòng dõi hoàng tộc nhà Hán, hậu duệ chi Lỗ Cung vương dời đến đất Giang Hạ. Lưu Yên tỏ ra là người thâm trầm, có chí lớn.

## Tìm đường thăng tiến
Khi còn trẻ, Lưu Yên đã làm quan ở châu quận, không lâu sau được giao làm trung lang lo việc thờ cúng tông miếu. Sau khi thầy học Trúc Điềm qua đời, ông từ quan về ở ẩn tại núi Dương Thành, tiếp tục nghề nối nghề của Trúc Điềm chuyên nghiên cứu sách lược và dạy dỗ môn đồ.
Không lâu sau, tiếng tăm về tài năng của ông vang xa, ông được tiến cử làm quan ở phủ Tây đô, lần lượt giữ các chức huyện lệnh Lạc Dương, Tông chính thái thường.
Trước tình hình loạn lạc, ông từng tâu Hán Linh Đế nên tuyển lựa trọng dụng nhân tài, bỏ tệ mua quan bán tước để thiên hạ yên ổn trở lại. Nhưng vua Linh Đế bó tay không làm được gì nhiều để ổn định tình hình lúc đó, chỉ thực hiện việc bổ dụng chức Châu mục các châu là chức cao hơn Thứ sử đứng đầu các châu đương thời nhằm củng cố bộ máy quyền lực của triều đình. Tuy nhiên chính các sử gia cho rằng việc bổ nhiệm chức Châu mục là một trong các nguyên nhân làm xảy ra nạn cát cứ quần hùng sau đó.
Lưu Yên vốn có ý giành lấy chức Châu mục Giao Chỉ để cát cứ tách ra khỏi trung nguyên tạo thành một quốc gia độc lập. Bạn ông là Trương Đổng Phù khuyên ông nên vào Ích châu. Lưu Yên nghe theo, bèn xin Linh Đế làm Ích châu mục. Linh Đế đồng ý, phong Lưu Yên làm Ích châu mục kiêm Giám quân sứ giả, tước Dương Thành hầu.

## Châu mục Ích châu
Ích châu lúc đó do Khước Kiệm làm Thứ sử, áp dụng chính sách thuế khoá hà khắc khiến người dân bất mãn, cùng lúc tàn dư quân Khăn Vàng vẫn đánh phá nhiều nơi. Thứ sử Lương châu là Cảnh Bỉ bị quân Tây châu của Hàn Toại giết, còn thứ sử Tinh châu là Trương Nhất bị quân Khăn Vàng giết. Tình thế của Khước Kiệm rất nguy cấp.
Lưu Yên đến Ích châu bèn thực hiện chính sách khoan dung, vỗ về dân chúng và tranh thủ sự ủng hộ của các quý tộc địa phương. Một số quan chức triều đình như Đổng Phù, Triệu Vĩ từ quan theo Lưu Yên vào đất Thục. Ông cho Đổng Phù làm đô uý coi giữ mặt tây, Triệu Vĩ làm tham mưu dưới trướng.
Tướng Khăn Vàng là Mã Tương, Triệu Chi lấy thành Miên Trúc làm căn cứ, thu phục được khá nhiều dân chúng, dần dần có 1 vạn người. Quân Khăn Vàng giết chết tướng nhà Hán là Lý Thăng và đánh phá Lạc huyện. Sau đó thứ sử Khước Kiệm ra giao chiến cũng bị tử trận.
Nghe quận Kiện Vi cấp báo, Lưu Yên sai Giả Long ra kháng cự, ngăn chặn được Mã Tương lấn ra xung quanh. Sau đó ông tự mình dẫn quân chủ lực ra trận, giết chết Mã Tương, lấy lại thành Miên Trúc, dẹp yên Ích châu.

## Ly khai triều đình
Năm 189, Hán Linh Đế mất, triều chính nhà Hán rơi vào tay Đổng Trác. Hán Thiếu Đế lên ngôi không lâu bị phế, Hán Hiến Đế được lập. Các chư hầu do Viên Thiệu đứng đầu chống lại Đổng Trác, tập hợp lực lượng chống lại. Đổng Trác bỏ kinh thành Lạc Dương chạy về Trường An.
Do Ích châu lúc đó bị tàn dư quân Khăn Vàng nổi lên đánh phá, Lưu Yên phải dời trị sở sang huyện Miên Trúc, phủ dụ dân ly tán, thi hành chính sách khoan hậu khiến tình hình Ích châu yên ổn trở lại.
Lấy được lòng dân sở tại, Lưu Yên nảy sinh ý định làm vua. Nhân trong vùng có đạo trưởng Ngũ Đấu Mễ Đạo là Trương Lỗ, mẹ Trương Lỗ có nhan sắc hay qua lại nhà Lưu Yên. Lưu Yên cho Trương Lỗ làm Đốc nghĩa tư mã, trấn thủ quận Hán Trung ở phía bắc làm vây cánh, án ngữ con đường từ trung nguyên vào Thục.
Mặt khác, Lưu Yên lại dâng thư lên triều đình tâu rằng Trương Lỗ dùng tà đạo làm phản, làm cắt con đường huyết mạch vào kinh đô nên ông không thể thông hiếu thường xuyên với triều đình được. Các hào trưởng Ích châu là Lý Quyền, Vương Hàm nghi ngờ ông có ý ly khai nhà Hán, bèn bàn với thái thú Kiện Vi là Nhiệm Kỳ và tòng sự Giả Long phản lại ông.
Lưu Yên được tin mật báo, bèn sai người giết luôn Lý Quyền. Nhiệm Kỳ và Giả Long mang quân chống lại Lưu Yên, bị ông đánh bại, cả hai người đều tự sát.
Giết xong những người chống đối, Lưu Yên gấp rút xây dựng quân đội Ích châu để tự lập. Ông sai người chế tạo các đồ dùng của thiên tử như xe kiệu, khí cụ... Nhưng đột nhiên ở huyện Lạc xảy ra hỏa hoạn lớn, những đồ dùng thiên tử mà ông chế ra đều bị thiêu cháy.
Châu mục Kinh châu là Lưu Biểu biết tin bèn tâu lên Hán Hiến Đế đề nghị thẩm tra. Lúc đó các con Lưu Yên là Lưu Đảng, Lưu Phạm, Lưu Chương đang làm quan ở Trường An. Đổng Trác nắm triều chính bèn ra lệnh bắt giữ Lưu Đảng và Lưu Phạm, sai Lưu Chương vào Thục, thuyết phục Lưu Yên quay về hàng triều đình. Lưu Yên không nghe, giữ Lưu Chương ở lại Thục và không trả lời Đổng Trác nữa.
Cùng lúc đó Chinh tây tướng quân Mã Đằng ở Lương châu cũng bất bình với Đổng Trác bèn khởi binh chống lại. Lưu Yên hưởng ứng với Mã Đằng, nhân đó ngầm sai người vào Trường An sai Tả trung lang tướng Lưu Đảng làm nội ứng. Việc bị lộ, Đổng Trác bèn giết chết Lưu Đảng và giết luôn Trị thư ngự sử Lưu Phạm rồi mang quân ra đối địch, đánh tan liên quân Ích – Lương của Mã Đằng và Lưu Yên.
Lưu Yên thất bại trở về Ích châu. Không lâu sau Đổng Trác bị giết (192), chiến tranh quân phiệt ở trung nguyên nổ ra kịch liệt nên Ích châu của Lưu Yên không gặp sự cố chiến tranh. Tuy nhiên ở Ích châu liên tiếp gặp việc không may, sau hỏa hoạn nặng lại gặp thiên tai. Những đồ xe cộ khí cụ kiểu thiên tử được chế ra theo tham vọng của ông bị cháy sạch. Lưu Yên lại dời trị sở đến Thành Đô. Ông vừa buồn vì thương tiếc hai người con bị hại, vừa mệt vì khó khăn trước mắt nên không có ý định tấn công ra ngoài nữa.
Ích châu mà ông cai quản gồm có 9 quận: Thục Quận, Quảng Hán, Kiến Vi, Ba Quận (đông Tứ Xuyên), Việt Huề (Tứ Xuyên), Tây Khang, Tường Kha (Quý Châu), Vĩnh Xương (Vân Nam), Ích châu (Vân Nam, đây là quận Ích châu trùng với tên châu).
Năm 194, ông mắc bệnh ung thư và qua đời, không rõ bao nhiêu tuổi. Trưởng quan Triệu Vĩ lập Lưu Chương lên làm Ích châu mục. Ích châu tương đối yên ổn trong 20 năm thì bị Lưu Bị đánh chiếm (214).